# Макеєв Петро Васильович
Петро Васильович Макеєв (1899, місто Саратов, тепер Російська Федерація — розстріляний 1941, Миколаївська область) — радянський діяч, секретар Миколаївського обласного комітету КП(б)У з промисловості, 1-й секретар Заводського районного комітету КП(б)У міста Миколаєва, керівник Херсонського партизанського загону в 1941 році.

## Біографія
Народився в родині робітника-ливарника. Навчався на робітничому факультеті в місті Саратові.
Член ВКП(б) з 1926 року.
Закінчив Свердловський інститут гірничої металургії.
Після закінчення інституту працював на Донбасі. У 1937—1940 роках — інженер Миколаївського кораблебудівного інституту.
У 1940—1941 роках — 1-й секретар Заводського районного комітету КП(б)У міста Миколаєва.
До травня 1941 року — завідувач промислового відділу Миколаївського обласного комітету КП(б)У.
З 16 травня по серпень 1941 року — секретар Миколаївського обласного комітету КП(б)У з промисловості.
У серпні 1941 року очолив Херсонський партизанський загін. Був схоплений німецькою владою та розстріляний в 1941 році.